# Almagreira (Pombal)
Almagreira es una freguesia portuguesa del municipio de Pombal, en el distrito de Leiría con 43,18 km² de superficie y 3076 habitantes (2001), distribuidos en 34 núcleos de población. Su densidad de población es de 71,2 hab/km².
La freguesia se extiende por una amplia llanura situada entre las riberas de los ríos Arunca y Carnide, de suelo arcilloso y rojizo, llamado vulgarmente "almagre", de donde procede el topónimo actual. Hasta principios del siglo XIX constituyó el reguengo (propiedad feudal de la corona) de Abitureiras, creándose la actual freguesia el 26 de junio de 1867.
Almagreira experimentó intensamente los fuertes movimientos migratorios de las décadas centrales del siglo XX, contándose en 1975 un total de 1300 emigrantes en el extranjero. El progresivo retorno de esa población emigrada, trayendo consigo sus ahorros y pensiones, es el hecho determinante del desarrollo de la freguesia en los últimos lustros.